# کاستل دی تورا
کاستل دی تورا (به ایتالیایی: Castel di Tora) یک کومونه در ایتالیا است که در استان ریتی واقع شده‌است.

## خصوصیات
کاستل دی تورا ۱۵٫۶ کیلومترمربع مساحت و ۳۰۳ نفر جمعیت دارد و ۶۰۷ متر بالاتر از سطح دریا واقع شده‌است.